# 斉藤育子
斉藤 育子（さいとう いくこ、1949年2月12日 - ）は、日本映画の衣装デザイナー。山形県出身。

## 代表作

### テレビ
| 期間           | 期間           | 番組名                          | 題名 | 制作（放送局）                            | 役職 |
| -------------- | -------------- | ------------------------------- | --- | ----------------------------------------- | ---- |
| 1999年11月9日  | 2004年2月10日  | 火曜サスペンス劇場              | 真夜中の虹 撲殺された親代わりの男－過去に秘密を持つ妻の愛の破局7日間                                                                                   | 日本テレビ フィルムフェイス               | 衣装 |
| 1999年11月9日  | 2004年2月10日  | 火曜サスペンス劇場              | 禁じられた二人 罪と罰－アキラにおびえ危険な愛に苦悩する女の20年目の償い                                                                                | 日本テレビ フィルムフェイス               | 衣装 |
| 1999年11月9日  | 2004年2月10日  | 火曜サスペンス劇場              | 弁護士朝日岳之助(21) 空白の時間 （空白の三十分…誤り）                                                                                                  | 日本テレビ 国際放映                       | 衣装 |
| 2001年2月25日  | 2002年9月1日   | 女と愛とミステリー              | 夏樹静子サスペンス 目撃～ある愛のはじまり～ 北鎌倉豪邸殺人事件!美人妻を襲う第2の惨劇                                                                   | テレビ東京 BSジャパン 東宝                | 衣装 |
| 2001年2月25日  | 2002年9月1日   | 女と愛とミステリー              | 松本清張没後10年企画 家紋 雪の夜訪れた黒衣の殺人鬼は何者…5歳の少女が目撃した父母惨殺事件! 無言の村人が隠す真犯人の正体!生き残った娘が知った死の報恩講? | テレビ東京 BSジャパン レオナ 電通音楽出版 | 衣装 |
| 2001年2月25日  | 2002年9月1日   | 女と愛とミステリー              | ノサップ岬の女～愛した男は殺人者？ 無実を信じて最果ての岬に立った美人女将は見た ベストセラーに秘めた死のメッセージ! 「私は都合のいい女?」              | テレビ東京 BSジャパン                     | 衣装 |
| 2001年6月2日   | 2006年4月1日   | 土曜ワイド劇場                  | 渡り番頭・鏡善太郎の推理2 能登和倉温泉美人三姉妹骨肉の闘い 密室の蔵に遠隔殺人の超絶トリック!消えた加賀友禅の謎                                         | テレビ朝日 総合ビジョン                   | 衣装 |
| 2001年6月2日   | 2006年4月1日   | 土曜ワイド劇場                  | 法医学教室の事件ファイル21スペシャル 集団自殺サイトで狙われた女たち 「水槽に浮かぶ死美人」を追った殉職刑事の執念                                       | テレビ朝日 国際放映                       | 衣装 |
| 2001年6月2日   | 2006年4月1日   | 土曜ワイド劇場                  | テニススクール殺人事件 コートの女王が殺された!嫉妬、不倫、愛欲、裏切り…女たちの艶やかな殺意、最後に笑う女は!?                                          | テレビ朝日 東宝                           | 衣装 |
| 2002年9月21日  | 2002年9月21日  | ゴールデンシアター              | 黒い十人の女 | フジテレビ 共同テレビ                     | 衣装 |
| 2003年12月14日 | 2003年12月14日 | ドラマW                         | 小津安二郎生誕100年記念作品 娘の結婚 | WOWOW                                     | 衣装 |
| 2004年6月28日  | 2004年6月28日  | 月曜ミステリー劇場              | 見当たり捜査25時 女指名手配犯VS美人温泉女将の壮絶法廷バトルの罠！ 記憶と勘を武器に犯人を捜す捜査官が完全犯罪を暴いた48時間                             | TBS 国際放映                              | 衣装 |
| 2008年2月3日   | 2008年2月3日   | 第7回文芸社新春ドラマスペシャル | 長男の結婚 花嫁はバツイチ!年上!子持ち!? | テレビ朝日 東宝                           | 衣装 |
| 2008年5月12日  | 2008年5月12日  | 月曜ゴールデン                  | 弁護士・高見沢響子9 家族にあらず!! 夫と娘を殺害した鬼畜女!? もはや家族の絆は崩壊したのか? 現代社会の闇に響子が鋭くメスを入れる問題作!!                 | TBS 東阪企画                              | 衣装 |

### 映画
| 公開年 | 公開年   | 作品名                 | 制作（配給） | 役職 |
| ------ | -------- | ---------------------- | --- | ---- |
| 1981年 | 10月10日 | 幸福                   | 東宝映画 フォーライフ （東宝） | 衣装 |
| 1986年 | 9月20日  | 鹿鳴館                 | MARUGEN―FILM （東宝） | 衣装 |
| 1988年 | 5月18日  | 海へ 〜See you〜       | ニュー・センチュリー・プロデューサーズ （東宝）                                                                                          | 衣装 |
| 1989年 | 11月3日  | あ・うん               | 東宝映画 フィルムフェイス （東宝） | 衣装 |
| 1991年 | 3月16日  | 天河伝説殺人事件       | 角川書店 日本テレビ よみうりテレビ 電通 IMAGICA 近畿日本鉄道 近鉄百貨店 奈良交通 東京佐川急便 バンダイ 北斗塾 （東映）                   | 衣装 |
| 1993年 | 12月11日 | ゴジラvsメカゴジラ     | 東宝映画 （東宝） | 衣装 |
| 1994年 | 10月22日 | 四十七人の刺客         | 日本テレビ サントリー 東宝映画 （東宝）                                                                                                  | 衣装 |
| 1994年 | 12月10日 | ゴジラvsスペースゴジラ | 東宝映画 （東宝） | 衣装 |
| 1995年 | 12月9日  | ゴジラvsデストロイア   | 東宝映画 （東宝） | 衣装 |
| 1996年 | 10月26日 | 八つ墓村               | フジテレビ 東宝映画 （東宝） | 衣装 |
| 1997年 | 6月7日   | 誘拐                   | 東宝映画 （東宝） | 衣装 |
| 1998年 | 10月17日 | カンゾー先生           | 角川書店 東北新社 今村プロダクション （東映）                                                                                            | 衣装 |
| 2000年 | 5月13日  | どら平太               | 毎日放送 読売広告社 日活 （東宝） | 衣装 |
| 2000年 | 6月10日  | クロスファイア         | TBS 東宝映画 （東宝） | 衣装 |
| 2001年 | 10月6日  | 陰陽師                 | 角川書店 TBS 電通 東北新社 （東宝） | 衣装 |
| 2003年 | 10月4日  | 陰陽師II               | 角川書店 TBS 毎日放送 電通 東北新社 （東宝）                                                                                             | 衣装 |
| 2005年 | 10月1日  | 蟬しぐれ               | テレビ朝日 朝日放送 名古屋テレビ 電通 セディックインターナショナル ケイセブン ジェネオンエンタテインメント 東宝 朝日新聞 東京都ASA連合会 | 衣装 |
| 2006年 | 12月16日 | 犬神家の一族           | 角川ヘラルド映画 日本映画ファンド TBS オズ ソニー・ミュージックエンタテインメント Yahoo! JAPAN （東宝）                                  | 衣装 |
| 2008年 | 11月22日 | 俺たちに明日はないッス | エキスプレス （スローライナー） | 衣装 |
| 2010年 | 7月10日  | 必死剣 鳥刺し          | テレビ朝日 エクセレントフィルムズ ポニーキャニオン ケイダッシュ 産経新聞 東映                                                            | 衣装 |